# Hokej na travi na Sveafričkim igrama 1987.
Hokej na travi na Sveafričkim igrama 1987. hokeju na travi za muške 1987. se održao u Keniji, u Nairobiju.
Održao se u razdoblju od 1. do 12. kolovoza 1987.

## Mjesta održavanja
Susrete se igralo na stadionu City Park Hockey Stadium.

## Natjecateljski sustav
Hokej na travi je po prvi put bio na programu Sveafričkih igara. 
Igrao se samo muški turnir.

## Konačni poredak
| Mj. | Država    |
| --- | --------- |
| 1.  | Kenija    |
| 2.  | Zimbabve  |
| 3.  | Nigerija  |
| 4.  | Egipat    |
| 5.  | Gana      |
| 6.  | Tanzanija |
| 7.  | Zambija   |